# Муртазалиев, Джаватхан
Джаватхан Муртазалиев (чечен. МуртӀазали-кӀант Жовтха; 1879 год, Зумсой, Терская область — 1944 год, Советский Союз) — чеченский политик и крупный религиозный авторитет. Один из активных борцов с белогвардейцами и большевиками в Чечне. Член правительства Северо-Кавказского эмирата. Вдохновитель и руководитель повстанческих движений в 1910–1940. Представитель тайпа Зумсой.

## Биография
Активно боролся с белогвардейцами и их лозунгом «Россия единая, великая и неделимая» в период Октябрьской революции. После воцарения советской власти в 1920 году, с таким же упорством начал борьбу с большевиками. Был автором письма Владимиру Ленину, в котором обвинял в лживости их обещаний установить социальное равенство и предоставить независимость малым народам, приводя доказательства.
Поддерживал тесную связь с Тапой Чермоевым, полковником турецкой разведки и внуком Шамиля Саид-Беем Шамилёвым, с руководителями подпольного меньшевистского комитета в Тифлисе Ной Жордания, с руководителем Северо-Кавказского эмирата Узун-Хаджи, имамами Нажмудином Гоцинским, Али Митаевым. С 1924 года Муртазалиев находился в глубоком подполье.
Участвовал в восстаниях Саида-Бея Шамилева 1920 года, Нажмудина Гоцинского 1921—1923 годов, в Чечне 1932 года. Руководитель повстанческого движения в 1930-х годах Итум-Калинского, Шатойского и Чеберлоевского округов, также Галанчожского и Галашевского районов. Непосредственно готовил восстания 30, 31, 32, 40, 41-го годов.
В августе 1942 года Майрбек Шарипов сумев установить связь с Муртазалиевым и воспользовавшись его авторитетом, сумел поднять крупное восстание в Итум-Калинском и Шатоевском районах. Восстание началось в селении Зумсой Итум-Калинского района. Разгромив сельсовет и правление колхоза, Шерипов повёл сплотившихся вокруг него людей на районный центр Шароевского района — селение Химой. 17 августа был взят, повстанцы разгромили партийные и совет. учреждения, захватив райцентр.
Помогал Хасану Исраилову, укрывая его в пещере Зумсоя. У Джаватхана Муртазалиева в последние годы начались серьёзные проблемы со здоровьем. 11-18 февраля 1944 г. арестован и приговорен к расстрелу в возрасте 65 лет.

## Семейство
Аюб – брат Джаватхана и его ближайший сподвижник был арестован вместе с ним и приговорен к расстрелу. Также у него были старшая дочь Майса и сын Хас-Магомед. Из-за отца они подверглись к преследованию со стороны чекистов. Сначала Майса помогала абрекам, затем и сама взялась за оружие. Майсе принесла известность ее схватка с карательным отрядом НКВД в 1936 году, где от ее пуль погибли трое. В 40-х Майсе также довелось встретиться в горах с несколькими немецкими парашютистами, она скрылась с места ранив немецкого полковника. Была арестована со своим 18-летним братом Хас-Магомедом, позже высланы в спецпоселение под особым надзором КГБ.

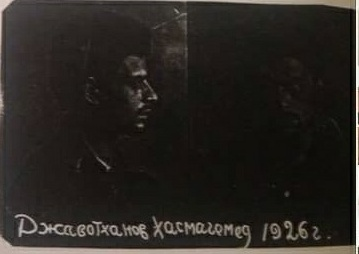
Фотография после ареста. Сын Джаватхана, Хас-Магомед

## См. Также
- Майрбек Шерипов
- Хасан Исраилов
- Представители тайпа Зумсой